# Madonna z harpiami
Madonna z harpiami (wł. Madonna delle Arpie) – obraz włoskiego malarza renesansowego Andrea del Sarto.

## Historia obrazu
Namalowanie obrazu zostało zlecone 14 maja 1515 roku przez franciszkanów i miał przedstawiać Madonnę z Dzieciątkiem w otoczeniu świętych – św. Jana Ewangelisty i św. Franciszka oraz dwóch aniołów. Obraz został wykonany w 1517 roku i odbiegał od pierwotnego zamówienia. Zamiast aniołów artysta przedstawił dwie harpie. Pierwotnie obraz znajdował się w klasztorze San Francesco de’Macci we Florencji. W 1703 roku obraz trafił do kolekcji Ferdynanda Mecydeusza, syna księcia Kosmy III, do jego posiadłości w Palazzo Pitti. Ferdynand w dowód wdzięczności sfinansował remont kościoła. W 1795 roku obraz trafił do galerii Uffizi.

## Tematyka i symbolika obrazu
Tytuł dzieła pochodzi od płaskorzeźb zdobiących postument (nazwanych przez Vasariego harpiami), na którym stoi Madonna z dzieciątkiem. Zgodnie z najnowszymi badaniami jest to fantastyczne przedstawienie szarańczy. Na postumencie znajdują się słowa hymnu do Matki Boskiej Wniebowziętej co sugeruje, iż przedstawiona postać jest wizerunkiem Matki Boskiej Wniebowziętej, a nie jak sądzono Matki Boskiej Niepokalanego Poczęcia. Z prawej strony obrazu stoi św. Jan Ewangelista z księgą napisanej przez siebie Apokalipsy i przedstawionego w niej obrazu końca świata, w którym ze „studni Czeluści” uniesie się dym, a z piekieł wyjdzie szarańcza niosąca ludziom cierpienie. Matka Boska stoi na postumencie, który jest symbolem studni piekielnej i unoszącego się z niej dymu, który widoczny jest w niszy nad Matką Boską. Dopełnieniem sceny jest postać św. Franciszka – patrona kościoła, symbolizującego również tych, którzy unikną cierpień, gdyż zostali naznaczeni symbolem Męki Pańskiej.
W namalowanym dziele w jego formach widać wpływy Leonarda da Vinci na twórczość artysty. Kompozycja obrazu ma cechy dzieł Fra Bartolomea i Rafaela.